# Quách Phù
Quách Phù (tiếng Trung: 郭芙, bính âm: Guō Fú) là nhân vật trong tiểu thuyết võ hiệp Thần điêu hiệp lữ của Kim Dung.
Quách Phù có một xuất thân không thể tuyệt vời hơn, là cháu ngoại của Đông Tà, đảo chủ đảo Đào Hoa Hoàng Dược sư, cha nàng là đại hiệp Quách Tĩnh lừng danh thiên hạ, mẹ nàng là bang chủ Cái Bang, Hoàng Dung. Nàng tuy xuất thân gia đình võ lâm nhưng không khác gì một thiên kim tiểu thư nhà quyền quý. Chẳng ai dám làm nàng phật ý bao giờ, phần vì nể mặt phụ mẫu nàng, phần vì dung mạo nàng xinh đẹp. Chữ "Phù" trong chữ Phù dung, loài hoa xinh đẹp nhưng sớm nở tối tàn, thường được ví với những cô nàng xinh đẹp nhưng đỏng đảnh, nông cạn. Thực vậy, tuy xuất thân tốt đẹp, dung mạo xinh tươi, nhưng con người nàng lại là sự tổng hòa của mọi thứ xấu nhất từ phụ mẫu nàng. Quách Phù giống mẹ ở sự ương bướng, tai quái nhưng lại không thông minh như mẹ. Nàng ngốc nghếch học chậm giống cha nhưng lại không có được sự cần mẫn, lương thiện của cha. Nàng hành sự lỗ mãng, lời lẽ hống hách, kiêu căng xem bản thân là nhất. Đối với nhiều nhân vật trong Thần điêu hiệp lữ, Quách Phù là một kẻ thô bạo, bất tài, vô dụng không có gì đáng để chú ý ngoài nhan sắc mỹ miều của mình. Dương Quá từng tinh nghịch gọi nàng là Tiểu mỹ nhân còn anh em họ Võ gọi thân thiết là Phù muội.
Quách Phù ra đời trước khi Thần điêu hiệp lữ bắt đầu. Nàng sinh ra trên đảo Đào Hoa của ông ngoại. Hoàng Dung đối với cô con gái này từ bé đã nuông chiều quá độ, cho nó muốn gì được nấy; còn Quách Tĩnh dù muốn dạy cô nàng, liền bị Hoàng Dung ngăn cản, cho nên mỗi lần dạy con, Quách Tĩnh chỉ đầu voi đuôi chuột, dọa suông; Quách Phù càng được thể, không sợ ai hết. Các thứ côn trùng, chim muông trên đảo Đào Hoa đều bị Quách Phù tàn sát, chó gà cũng không ngày nào được yên. Hoàng Dung nhìn mà như không thấy, Quách Tĩnh buồn bực khó nói.

## Thần điêu hiệp lữ
Quách Tĩnh và Hoàng Dung quay trở lại giang hồ tìm Hoàng Dược Sư. Quách Phù ở nhà buồn chán liền vòi vĩnh người ông là Kha Trấn Ác dẫn nàng về Trung Nguyên chơi. Ở đây, nàng gặp ba đứa trẻ đồng trang lứa là Võ Tu Văn, Võ Đôn Nho và Dương Quá. Vì cha mẹ cả ba đứa trẻ đều đã mất lại có mối liên kết gần gũi với mình nên Quách Tĩnh đưa chúng về đảo Đào Hoa, bắt đầu truyền thụ võ nghệ.
Quách Phù không hẳn là chậm hiểu nhưng lại nông nổi, thiếu sự cần cù, chuyên tâm như cha mình, cho nên dù được chân truyền võ công danh gia nhưng nàng suốt đời chỉ là võ sĩ hạng 2, hạng 3.
Không chỉ trong võ công, cả tình yêu nàng cũng rất nông cạn, vì từ nhỏ được sự ân cần, theo đuổi của 2 anh em họ Võ, nàng ảo tưởng về sự thu hút của bản thân, nên khi thấy Dương Quá không xun xoe, vồn vã với mình thì nghĩ rằng Dương Quá coi thường mình. Bản thân nàng cũng không biết tình yêu thật sự như thế nào, vì thế nàng không thể chọn được ai giữa Đại Võ và Tiểu Võ, làm 2 anh chàng này bao phen khổ sở, huynh đệ tương tàn.
Cả đời Quách Phù là rất nhiều sai lầm, vì hiểu lầm Dương Quá, nàng chặt đứt cánh tay chàng; vì hồ đồ, nàng làm Tiểu Long Nữ trọng thương gần chết.
Sau cùng nàng lấy Gia Luật Tề làm chồng nhưng thực tế tình cảm của nàng không hoàn toàn là "yêu" mà là "trọng". 2 chàng họ Võ đã tìm được tình yêu mới, làm ngơ Quách Phù, nàng đã bấu víu vào người duy nhất có thể là Gia Luật Tề. Xét phẩm chất, võ công, cũng như xuất thân, Gia Luật Tề ăn đứt huynh đệ họ Võ, hơn nữa chàng lại không vồ vập như huynh đệ họ Võ, thái độ đối với nàng khá giống Dương Quá nên Quách Phù tưởng rằng mình yêu Gia Luật Tề. Nhưng khi đến lúc ở chiến trường sinh tử, nàng mới nhận ra rằng người nàng yêu là Dương Quá, nàng hiểu rằng vì yêu nên nàng mới ghen với chính em gái Quách Tương. Nàng đành chọn Gia Luật Tề, một hảo hán văn võ song toàn để cuộc đời nàng được yên bề gia thất.
Quách Phù vừa đáng ghét vừa đáng thương. Nàng đáng ghét vì đã chặt cánh tay Dương Quá, bao phen gây rối, khiến Dương-Long phải chia ly 16 năm trời, nàng đáng ghét vì thái độ bướng bỉnh, làm sai nhưng không bao giờ hối lỗi. Nhưng nàng cũng đáng thương, đáng thương vì sinh ra và lớn lên trong cái bóng quá lớn của cha mẹ và ông ngoại, võ công cao nhưng không biết dạy con, khiến nàng trở thành tiểu thư đỏng đảnh, ếch ngồi đáy giếng; đáng thương vì được nuông chiều quá mức từ nhỏ, khiến cho bản thân muốn gì cũng không biết, yêu ai cũng không rõ, đến khi nhận ra được tình cảm thật sự của mình thì đã quá muộn, không thể thay đổi được nữa.
Kết cục cuộc đời của nàng, đã tự vẫn theo gia đình khi Tương Dương thất thủ.

## Trên phim
Liêu An Lệ (1983),
Phó Minh Hiến (1995),
Trần Tử Hàm (2006),
Mao Hiểu Đồng (2014),
Đồ Băng (2019),